# Гексацианоферрат(III) калия
Гексацианоферра́т(III) ка́лия (железосинеро́дистый ка́лий) — неорганическое комплексное соединение трёхвалентного железа с химической формулой K3[Fe(CN)6].
Синонимы: феррициани́д ка́лия, гексацианоферриа́т ка́лия, соль Гмелина, красная кровяная соль.

## История и происхождение названия
В 1822 году немецким химиком Леопольдом Гмелином соединение было приготовлено путём окисления «жёлтой кровяной соли». Этот факт, а также красный цвет кристаллов, обусловили происхождение традиционного названия «красная кровяная соль».

## Свойства
Выглядит как тёмно-красные кристаллы с моноклинной решеткой, имеет плотность 1,845 г/см3, хорошо растворим в воде: 40,8 г/100 г (15,6 °C), 58,7 г/100 г (37,8 °C). Водный раствор зеленовато-жёлтого цвета. В этаноле нерастворим.
Гексацианоферрат(III) калия — очень сильный окислитель, особенно в щелочной среде. Окисляет сероводород до серы, иодоводород до иода, оксид свинца(II) до оксида свинца(IV), аммиак до азота и солей аммония, вольфрам до WO42−:
{\displaystyle {\mathsf {W+6K_{3}[Fe(CN)_{6}]+8KOH{\xrightarrow {}}\ 6K_{4}[Fe(CN)_{6}]+K_{2}WO_{4}+4H_{2}O}}}
На свету происходят следующие обратимые реакции:
{\displaystyle {\mathsf {K_{3}[Fe(CN)_{6}]+H_{2}O\rightleftarrows \ K_{2}[Fe(H_{2}O)(CN)_{5}]+KCN}}}
{\displaystyle {\mathsf {KCN+H_{2}O\rightleftarrows \ HCN+KOH}}}
С солями Fe2+ образует темно-синий осадок турнбулевой сини. Уравнение реакции в ионной форме:
{\displaystyle {\mathsf {4Fe^{2+}+3[Fe(CN)_{6}]^{3-}\rightarrow Fe_{4}^{III}[Fe^{II}(CN)_{6}]_{3}}}}
Ранее считалось, что при этом образуется гексацианоферрат(III) железа(II), то есть FeII3[Fe(CN)6]2, именно такую формулу предлагали для «турнбулевой сини». Теперь известно, что турнбулева синь и берлинская лазурь — одно и то же вещество, а в процессе реакции происходит переход электронов от ионов Fe2+ к гексацианоферрат(III) — иону (валентная перестройка Fe2+ + [Fe3+(CN)6] к Fe3+ + [Fe2+(CN)6] происходит практически мгновенно, обратную реакцию можно осуществить в вакууме при 300 °C). Эта реакция является аналитической и используется для определения ионов Fe2+. Соли Fe3+ при этом не мешают, так как дают только слабое зеленовато-коричневое окрашивание (гексацианоферрат(III) железа(III) Fe3+[Fe3+(CN)6] устойчив только в растворах).
С концентрированной серной кислотой реагирует с образованием моноксида углерода:
{\displaystyle {\mathsf {2K_{3}[Fe(CN)_{6}]+11H_{2}SO_{4}+13H_{2}O\rightarrow }}}
{\displaystyle {\mathsf {\rightarrow 3K_{2}SO_{4}+6(NH_{4})_{2}SO_{4}+2FeSO_{4}+11CO{\uparrow }+CO_{2}{\uparrow }}}}
Реагирует с перекисью бария (эта реакция может использоваться для количественного определения BaO2):
{\displaystyle {\mathsf {BaO_{2}+2K_{3}[Fe(CN)_{6}]{\xrightarrow {}}\ K_{6}Ba[Fe(CN)_{6}]_{2}+O_{2}{\uparrow }}}}
При взаимодействии с кислотами выделяет чрезвычайно токсичный цианистый водород:
{\displaystyle {\mathsf {K_{3}[Fe(CN)_{6}]+6HCl{\xrightarrow {}}\ 3KCl+FeCl_{3}+6HCN{\uparrow }}}}
Интересно то, что из гексацианоферрата(III) калия можно получить гексацианоферрат(II) калия с помощью перекиси водорода в щелочной среде:
{\displaystyle {\mathsf {2K_{3}[Fe(CN)_{6}]+H_{2}O_{2}+2KOH{\xrightarrow {}}\ 2K_{4}[Fe(CN)_{6}]+2H_{2}O+O_{2}{\uparrow }}}}
Однако в нейтральной среде эта реакция протекает в обратную сторону.

Термическое разложение гексацианоферрата(III) калия происходит с образованием цианида калия, карбида железа, азота и дициана. Реакция протекает при температуре 350-400°C.
{\displaystyle {\ce {6K3[Fe(CN)6] ->[t] 18KCN + 2Fe3C + N2 + 8C2N2}}}

## Получение
Получают гексацианоферрат(III) калия окислением гексацианоферрата(II) калия K4[Fe(CN)6] хлором в солянокислой среде, бромом или другими сильными окислителями, например, перманганатом калия.

## Применение
Компонент тонирующих, отбеливающих, усиливающих, ослабляющих растворов в фотографии, электролит в хемотронных приборах, компонент электролитов в гальванопластике, реагент для обнаружения Fe2+ (см. выше), Li+, Sn2+, а также в качестве сильного окислителя.
В почвоведении используют для качественного определения оглеения (солей двухвалентного железа). Химическая реакция описана выше.

## Безопасность
Это вещество может раздражать глаза и кожу, является токсичным. В кислой среде может выделяться циановодород и угарный газ. Например, в случае концентрированной серной кислоты разложение идет с образованием монооксида углерода:
{\displaystyle {\mathsf {2K_{3}[Fe(CN)_{6}]+11H_{2}SO_{4}+13H_{2}O\rightarrow 3K_{2}SO_{4}+6(NH_{4})_{2}SO_{4}+2FeSO_{4}+11CO{\uparrow }+CO_{2}{\uparrow }}}}
Но в разбавленной серной кислоте, при падении концентрации ниже 80 %, доминирующей становится реакция с образованием циановодорода:
{\displaystyle {\mathsf {2K_{3}[Fe(CN)_{6}]+6H_{2}SO_{4}\rightarrow 3K_{2}SO_{4}+Fe_{2}(SO_{4})_{3}+12HCN{\uparrow }}}}

## Мнемонические правила
Для того, чтобы запомнить формулу красной кровяной соли K3[Fe(CN)6] и не перепутать её с формулой желтой кровяной соли K4[Fe(CN)6], существует несколько мнемонических правил:
- В соли красной кровяной калий с тройкой за стеной. Дальше — феррум, шесть цианов: все готово без обманов.
- Число атомов калия соответствует числу букв в английских названиях солей: «gold» — 4 буквы, то есть 4 атома калия — желтая кровяная соль K4[Fe(CN)6]. «Red» — три буквы, то есть три атома калия — красная кровяная соль — K3[Fe(CN)6].
- «Калий три — будет красный». Мнемоника построена на игре слов: «три» (число) и «три» (повелительное наклонение глагола «тереть»). Как известно при потирании, например, кожи, последняя краснеет.